# Angelo Zagame
Angelo Zagame (fl. XX secolo) è stato uno scenografo italiano.

## Biografia
Angelo Zagame ha cominciato la sua carriera come arredatore poco prima dello scoppio della prima guerra mondiale. Ha allestito la sua prima scenografia cinematografica per il regista ungherese Sándor Szlatinay. Poi ha collaborato con altri registi dei Paesi dell'Est.

## Filmografia
- L'ultimo scugnizzo 1938, regia di Gennaro Righelli (arredatore)
- Abuna Messias 1939, regia di Goffredo Alessandrini (arredatore)
- Due occhi per non vedere 1939, regia di Gennaro Righelli (arredatore)
- L'ebbrezza del cielo 1940, regia di Sándor Szlatinay (scenografo)
- Il capitano degli ussari 1940, regia di Sándor Szlatinay (scenografo)
- Amore di ussaro 1940, regia di Luís Marquina (architetto-scenografo)
- Amore imperiale 1941, regia di Aleksandr Volkov (scenografo)
- Documento Z 3 1942, regia di Alfredo Guarini (scenografo)
- Margherita fra i tre 1942, regia di Ivo Perilli (scenografo)
- Orizzonte di sangue 1942, regia di Gennaro Righelli (architetto-scenografo)
- L'angelo bianco 1943, regia di Giulio Antamoro e Federico Sinibaldi (scenografo)
- La carne e l'anima 1945, regia di Vladimir Striževskij (scenografo)
- Accidenti alla guerra!... 1948, regia di Giorgio Simonelli (scenografo)
- L'isola di Montecristo 1948, regia di Mario Sequi (scenografo)
- Monastero di Santa Chiara 1949, regia di Mario Sequi (scenografo)
- Quel fantasma di mio marito, regia di Camillo Mastrocinque (1950) scenografo
- Il naufrago del Pacifico 1951, regia di Jeff Musso (scenografo)